# Albert Chaumarat
Albert Chaumarat, né le 8 juillet 1925 à Le Chambon-Feugerolles (Loire) et mort le 1er novembre 2013 à Montpellier, est un coureur cycliste français, professionnel de 1949 à 1954.

## Palmarès
- 1950
  - 3e du Circuit du Gharb (Maroc)
- 1952
  - Grand Prix de Vals-les-Bains

## Résultats sur les grands tours

### Tour de France
1 participation
- 1952 : abandon (4e étape)